# Stroud and District Football League
La Stroud and District Football League è una lega calcistica inglese. La lega è stata fondata nel 1902. La lega è affiliata alla Gloucestershire County FA. La lega dispone di sette divisioni, tra cui la più alta è la Division One, che occupa il livello 14 del sistema calcistico inglese. È alimentata dalla Gloucestershire Northern Senior League.
Gli attuali campioni sono i Avonvale United che hanno ottenuto la promozione in Gloucestershire Northern Senior League per la stagione 2014-2015.

## Storia
La Stroud and District Football League è stata fondata nel 1902 e serviva la parte centrale del Gloucestershire dal nord del Gloucester fino al sud del Chipping Sodbury. I primi vincitori sono stati i Brimscombe.
Di seguito, sono elencate le squadre della S&DFL che ora competano al livello superiore:
- Brimscombe (ora conosciuto come Brimscombe & Thrupp)
- Forest Green Rovers
- Hardwicke
- Shortwood United
- Slimbridge
- Stonehouse Town
- Tuffley Rovers

## Stagione 2014-2015

### Division One
Barnwood United | Cashes Green | Didmarton | Frampton United riserve | King's Stanley riserve | Longlevens riserve | Old Richians | Quedgeley Wanderers riserve | Randwick | Stonehouse Town riserve | Tetbury Town | Upton St. Leonards | Whitminster

### Division Two
Abbeymead Rovers riserve | AC Royals | AFC Phoenix | Charfield | Dursley Town riserve | Horsley United | Kingswood riserve | Sharpness riserve | Slimbridge riserve | Stroud Harriers | Stroud United | Taverners riserve | Tibberton United | Tredworth Tigers

### Division Three
Arlingham | Bush | Cam Bulldog riserve | Coaley Rovers | Eastcombe | Hardwicke riserve | Longlevens 'A' | Nympsfield | Ramblers riserve | St. Nicholas Old Boys | Tetbury Town riserve | Thornbury Town riserve | Uley | Whitminster riserve

### Division Four
Alkerton Rangers | Avonvale United riserve | Berkeley Town riserve | Chalford riserve | Cotswold Rangers | Frocester | Leonard Stanley riserve | Longford riserve | McCadam | Minchinhampton | Old Richians riserve | Tuffley Rovers 'A' | Upton St. Leonards riserve | Wotton Rovers riserve

### Division Five
Barnwood United riserve | Brockworth Albion 'A' | Cashes Green riserve | Coaley Rovers riserve | Dursley Town 'A' | Frampton United 'A' | Hardwicke 'A' | Quedgeley Wanderers 'A' | Randwick riserve | Rodborough Old Boys | Stonehouse Town 'A' | Trident

### Division Six
Alkerton Rangers riserve | Cam Bulldogs 'A' | Charfield riserve | Horsley United riserve | Longlevens 'B' | Sharpness 'A' | Slimbridge 'A' | Stroud United riserve | The Village | Tredworth Tigers riserve | Tuffley Rovers 'B' | Uley riserve

### Division Seven
Abbeymead Rovers 'A' | Chalford 'A' | Cotswold Rangers riserve | Eastcombe riserve | Frocester riserve | Minchinhampton riserve | North Nibley | Painswick | Randwick 'A' | Rodborough Old Boys riserve | Saintbridge | Stonehouse Town 'B' | Uley 'A' | Woodchester 

## Albo d'oro
| Stagione  | Division One Winners   | Division Two Winners     | Division Three Winners  | Division Four Winners    |
| --------- | ---------------------- | ------------------------ | ----------------------- | ------------------------ |
| 2008-2009 | Leonard Stanley        | Randwick                 | Stonehouse Town riserve | B.A. Rangers             |
| 2009-2010 | Frampton United        | Stonehouse Town riserve  | Slimbridge riserve      | Abbeymead Rovers riserve |
| 2010-2011 | Abbeymead Rovers       | Gloucester Civil Service | Upton St Leonards       | Didmarton                |
| 2011-2012 | Tuffley Rovers riserve | Upton St. Leonard's      | Avonvale United         | Wickwar Wanderers        |
| 2012-2013 | Quedgeley Wanderers    | Avonvale United          | AFC Phoenix             | Stroud Harriers          |
| 2013-2014 | Avonvale United        | Frampton United riserve  | Sharpness riserve       | Longlevens 'A'           |

| Season    | Division Five Winners   | Division Six Winners        | Division Seven Winners | Division Eight Winners   |
| --------- | ----------------------- | --------------------------- | ---------------------- | ------------------------ |
| 2008-2009 | Matchplay Reeves        | Ramblers ‘A'                | Tredworth Tigers       | Bush                     |
| 2009-2010 | Didmarton               | Stroud Imperial             | Hardwicke riserve      | McCadam                  |
| 2010-2011 | Stroud Imperial         | Bush                        | McCadam                | Kingsholm                |
| 2011-2012 | Stroud Harriers         | Upton St. Leonard's riserve | Cotswold Rangers       | Trident                  |
| 2012-2013 | Avonvale United riserve | St. Nicholas Old Boys       | Trident                | Tuffley Rovers 'B'       |
| 2013-2014 | St. Nicholas Old Boys   | Alkerton Rangers            | Hawkesbury Stallions   | Alkerton Rangers riserve |

Fonte